# Aleksandar Ivoš
Aleksandar Ivoš (serbe : Александар Ивош), né le 28 juin 1931 à Valjevo et mort le 24 décembre 2020 à l'époque dans le royaume de Yougoslavie, aujourd'hui en Serbie, est un footballeur international yougoslave (serbe), qui évoluait au poste d'attaquant.

## Biographie

### Carrière en club
Avec le club du Vojvodina Novi Sad, il dispute 143 matchs en première division yougoslave, pour 30 buts inscrits. Il réalise sa meilleure performance lors de la saison 1957-1958, où il inscrit 9 buts.
Avec l'équipe belge du Beringen FC, il joue 53 matchs en première division, sans inscrire de but.

### Carrière en sélection
Avec l'équipe de Yougoslavie, il joue 3 matchs (pour aucun but inscrit) en 1962.
Il joue son premier match en équipe nationale le 16 septembre 1962 contre l'Allemagne de l'Est. Il dispute son deuxième match le 19 septembre 1962 contre l'Éthiopie. Il joue son troisième et dernier match le 30 septembre 1962, une nouvelle fois contre l'Allemagne de l'Est. À noter qu'il s'agit uniquement de matchs amicaux.
Il figure dans le groupe des sélectionnés lors de la Coupe du monde de 1962. Lors du mondial organisé au Chili, il ne joue aucun match.

## Palmarès
| Vojvodina Novi Sad - Championnat de Yougoslavie : - Vice-champion : 1956-57. |  | Genoa - Coupe de l'Amitié (1) : - Vainqueur : 1963. |